# Гумберт, Фердинанд
Фердинанд Гумберт (нем. Ferdinand Gumbert; 22 апреля 1818, Берлин — 6 апреля 1896, там же) — немецкий композитор, певец, педагог и музыкальный критик.

## Жизнь и творчество
Ф.Гумберт родился в еврейской семье. Первоначально преподавал музыку и пение, однако с 1839 года начинает как певец-баритон свои выступления. В течение нескольких лет поёт на сцене кёльнского Городского театра (Kölner Stadttheater), в 1840 - 1842 годах, однако затем, по рекомендации капельмейстера Конрадина Крейцера, оставляет театр с тем, чтобы заняться композиторской деятельностью. 
Помимо преподавания, писал музыку для песен (создал около 400 композиций), а также начиная с 1861 года сотрудничает как музыкальный референт с такими берлинскими изданиями, как "Новая берлинская музыкальная газета" (Neue Berliner Musikzeitung) и "Ежедневное обозрение" (Tägliche Rundsau, с 1881 года). Ф.Гумберт занимался также переводом ряда оперных либретто с французского языка на немецкий. 
Среди учеников Фердинанда Гумберта следует особо отметить таких певцов, как Карл Формес (бас) и Роза ле Сёр (сопрано).